# Мехеленская (порода кур)

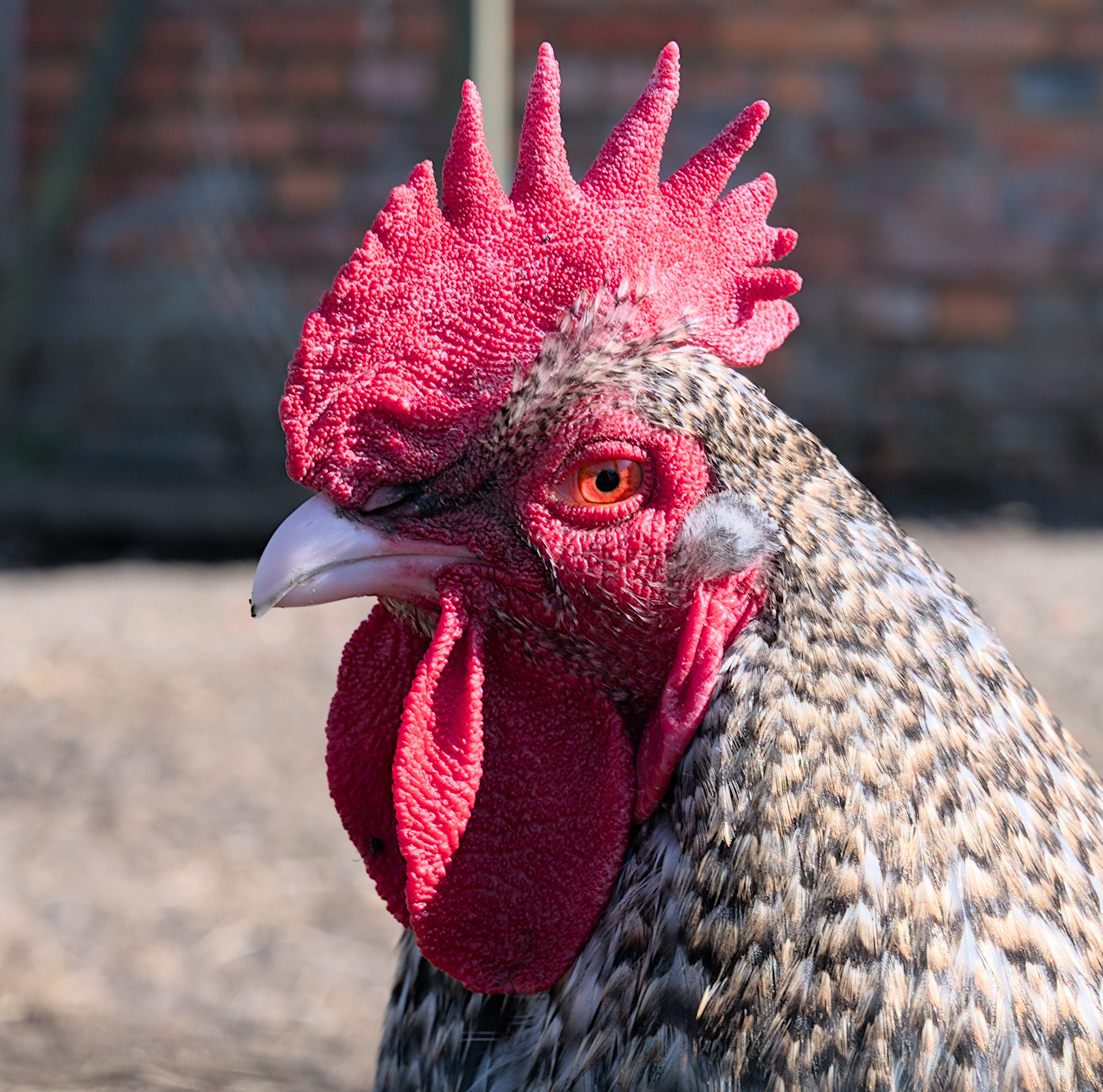

Мехеленская, или мехельнская, или мехеленская кукушка, или куку де малин — порода кур, преимущественно мясного направления продуктивности.
Порода создана в середине XIX века в районе города Мехелен в Бельгии, откуда и получила название. Выведена на основе местных мясных кур скрещиванием с американскими курами брама и шанхайскими курами из антверпенского зоопарка. Затем в селекционную программу введены фландрские куры кукушечного окраса и фламандские ястребиные. Декоративные качества нарядных кур очень ценились. Позднее порода улучшена прилитием крови брекелей.
Крупная коренастая курица спокойного нрава и типичного для мясных кур облика: туловище прямоугольной формы, широкое и глубокое, мышцы груди хорошо развиты, живот вытянутых линий, длинная прямая спина. Голени длинные, мускулистые, на внешней стороне цевок есть оперение. Хвост у петухов держится немного выше уровня спины, короткий. Гребень красный, стоячий, у петухов листовидный. Ушные мочки красные и узкие, глаза оранжевые. Стандартные окрасы ястребиный и белый, встречаются колумбийский, чёрный и голубой. Богатое оперение груди и живота визуально добавляет птице объем.
Вес петуха 4-5 кг, курицы 3-4 кг. Мясная продуктивность и оплата корма отличные. Мясо нежное, светлое, с тонкими волокнами. Яйценоскость 140—160 шт. в год, масса яйца 53-65 г .
Малины — порода аутосексная, пол цыплят виден уже в суточном возрасте: курочки тёмные со светлым пятном на голове, у петушков голова тёмная, а на спине светлое пятно. Куры неприхотливы к условиям содержания, но естественное разведение в породе редкость: мехеленские кукушки не любят сидеть на яйцах и часто бросают кладку после 2-3 дней насиживания.